# Kurri-Kurri
Kurri-Kurri è una piccola cittadina dello Stato del Nuovo Galles del Sud, in Australia. Secondo il censimento del 2006 la città conta 5 264 abitanti.
Il nome della città, nella lingua aborigena, significa "l'inizio".

## Storia
Kurri-Kurri è considerata città dal 25 ottobre 1902.